# Gustave Lefebvre
Gustave Désiré Louis Lefebvre (* 18. Juli 1879 in Bar-le-Duc; † 1. November 1957 in Versailles) war ein französischer Ägyptologe und Altphilologe.

## Leben und Werk
1896 absolvierte Lefebvre das baccalauréat in Nancy und besuchte von 1896 bis 1897 das Lycée Louis-le-Grand in Paris. Danach ging er an die Sorbonne, wo er im Jahr 1900 die agrégation de grammaire erhielt. Von 1900 bis 1904 verbrachte er als Mitglied der École française d’Athènes in Athen und bereiste Lydien und Karien in Kleinasien. Neben seinen Studien der hellenistischen Antike befasste er sich mit der Mittelägyptischen und Koptischen Sprache.
1902 ging Lefevbre nach Ägypten und führte mit Pierre Jouguet Ausgrabungen im Fayyum durch. 1903 und 1904 grub er in Tihna el-Gebel in Mittelägypten. 1905 wurde er von Gaston Maspero zum Inspektor der Altertümerverwaltung in Assiut ernannt. In dieser Zeit widmete er sich neben der Veröffentlichung von vier neu entdeckten Komödien des Menander der Publikation griechischer Inschriften aus Ägypten. 1914 kehrte Lefèvbre nach Frankreich zurück, um während des Ersten Weltkriegs Militärdienst zu leisten. Schließlich war er von 1919 bis 1928 Konservator am Ägyptischen Museum in Kairo. 1919 grub er das bekannte Grab des Petosiris in Tuna el-Gebel aus und veröffentlichte es später in drei Bänden.
1928 kehrte er nach Frankreich zurück und wurde zum Directeur d’études an der École pratique des hautes études ernannt. 1928 und 1929 habilitierte er sich mit den Arbeiten Histoire des grands-prêtres d’Amon de Karnak jusqu’à la XXIème dynastie und Inscriptions concernant les Grands Prêtres d’Amon Romê-Roy et Amenhotep. 1948 trat Lefebvre aus gesundheitlichen Gründen in den Ruhestand. Die Präsidentschaft der Société française d’égyptologie, deren Mitglied er seit 1944 gewesen war, gab er ebenfalls auf. Seit 1942 war er Mitglied der Académie des Inscriptions et Belles-Lettres.
Lefebvres Veröffentlichung des Grabes des Petosiris zählt sicher zu den heute bekanntesten seiner Werke. Neben den Editionen griechischer und hieroglyphischer Texte ist insbesondere die 1940 erstmals erschienene Grammaire de l’Égyptien classique, eine Standardgrammatik der Mittelägyptischen Sprache, zu nennen. Bekannte französische Ägyptologen wie Jacques Vandier, Georges Posener, François Daumas, Jean Leclant, Jean Vercoutter, Serge Sauneron, Jean Yoyotte oder Christiane Desroches-Noblecourt gehörten zu seinen Schülern.

## Schriften (Auswahl)
- Une chapelle de Ramsès II à Abydos, 1906.
- Fragments d’un manuscrit de Ménandre, 1907 (1911).
- Recueil des inscriptions grecques chrétiennes de l’Egypte, 1908.
- Les graffites grecs du Memnomion d’Abydos, 1919.
- Le tombeau de Pétosiris, 3 Bde., 1923–1924.
- Histoire des grands prêtres d’Amon de Karnak, 1929.
- Grammaire de l’égyptien classique, 1940.
- Romans et contes égyptiens de l’époque pharaonique, 1948.
- Essai sur la médecine égyptienne de l’époque pharaonique, 1956.
- Romans et contes égyptiens de l’époque pharaonique, Librairie d’Amérique et d’Orient, 1988.